# Henryk Broder
Henryk M. Broder (Katowice, 1946) é um jornalista de língua alemã de ascendência judaica e um escritor, residente em Berlim, Jerusalém e em Reykjavik.
É co-editor do "Jüdischer Kalender" (Calendário judeu), um anuário de textos e citações da cultura judaica alemã.  Publica no Der Spiegel e no Jornal de Berlim der Tagesspiegel.
Henryk Broder é um observador particularmente atento dos casos de antissemitismo que frequentemente despontam nos meios de comunicação social alemães, seja na pessoa de figuras públicas, comentadores e "peritos" profissionais ou por simples cidadãos.  Na sua homepage pessoal, por exemplo, Broder atribui o prémio "Schmock der Woche" (palerma da semana, Schmock é uma palavra no dialecto Jiddisch para palerma) às figuras que se destacam pela negativa no decorrer da semana, frequentemente por afirmações pouco reflectidas sobre os Judeus ou a situação em Israel.  Estes supostos "peritos" são postos a descoberto numa prosa irónica e muitas vezes hilariante.
Broder demonstra muitas vezes a sua capacidade em lidar com problemas sérios com sentido de humor.  É frequentemente ameaçado de morte e recebe muitas cartas anónimas, que ele publica na sua página na internet sob a rubrica "correio do leitor".

## Obra

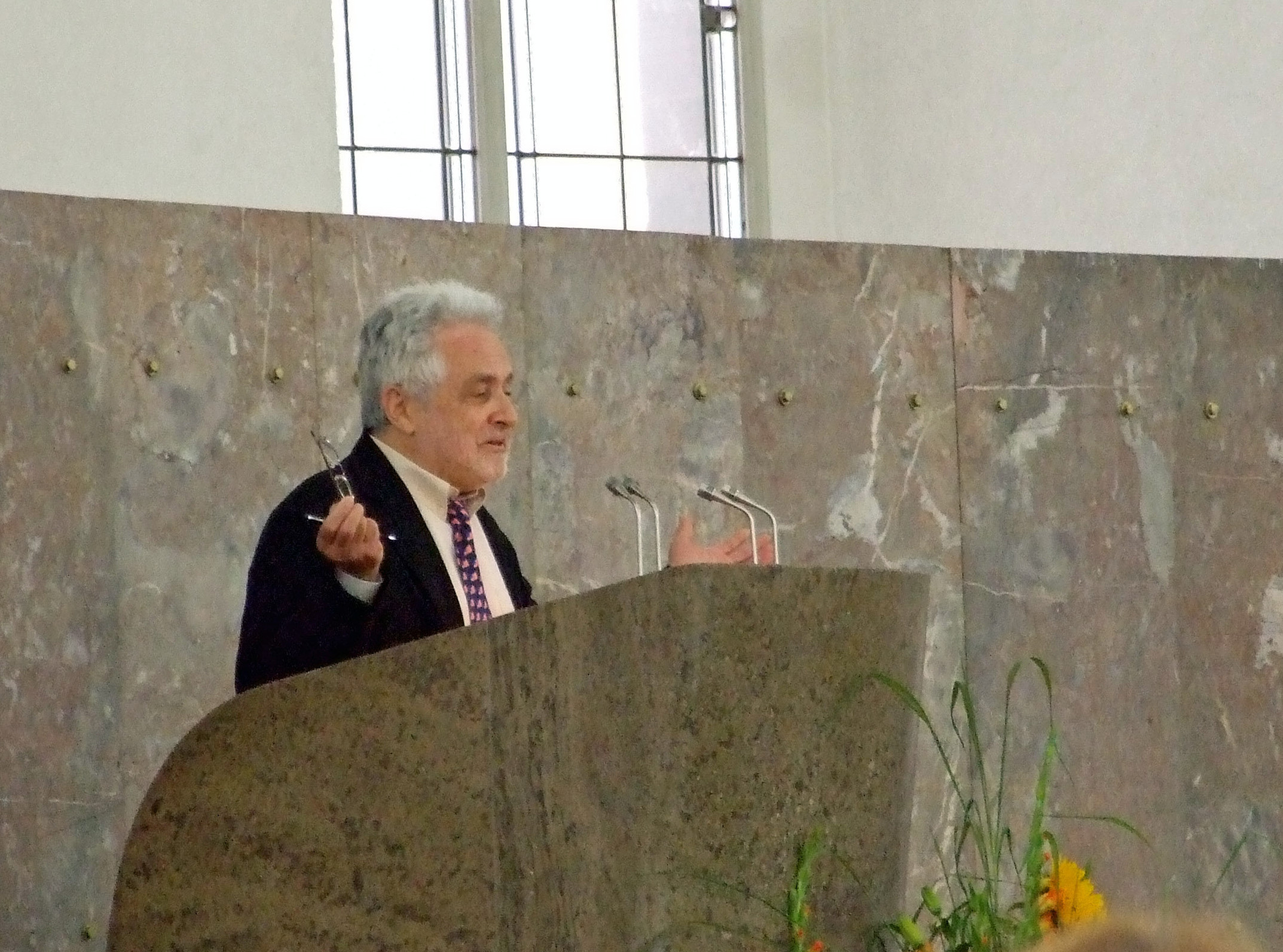
Henryk M. Broder 2007

- Erbarmen mit den Deutschen, Hörkassette 1994
- Deutsche Leidkultur.de 2002
- Fremd im eigenen Land. Juden in der Bundesrepublik 1987
- Erbarmen mit den Deutschen 1994
- Die Irren von Zion 1999
- Volk und Wahn 1997
- Schöne Bescherung. Unterwegs im Neuen Deutschland 1994
- Der Ewige Antisemit. Über Sinn und Funktion eines beständigen Gefühls 1993
- Kein Krieg, nirgends: Die Deutschen und der Terror 2002
- Die Juden von Mea Shearim 1997